# Gushi Yan
Gushi Yan (chinesisch 骨殖岩 ‚Knochenfels‘) ist ein Felsvorsprung an der Ingrid-Christensen-Küste des ostantarktischen Prinzessin-Elisabeth-Lands. Er ragt 1 km östlich der chinesischen Zhongshan-Station auf der Halbinsel Xiehe Bandao auf.
Chinesische Wissenschaftler benannten ihn 1989 im Zuge von Vermessungsarbeiten.